# Bryania
Genre
Bryania est un genre d'insectes diptères de la famille des Asteiidae.

## Liste d'espèces
Selon Catalogue of Life (30 mars 2019) :
- Bryania bipunctata Aldrich, 1931